# Paul-Friedrich-Denkmal

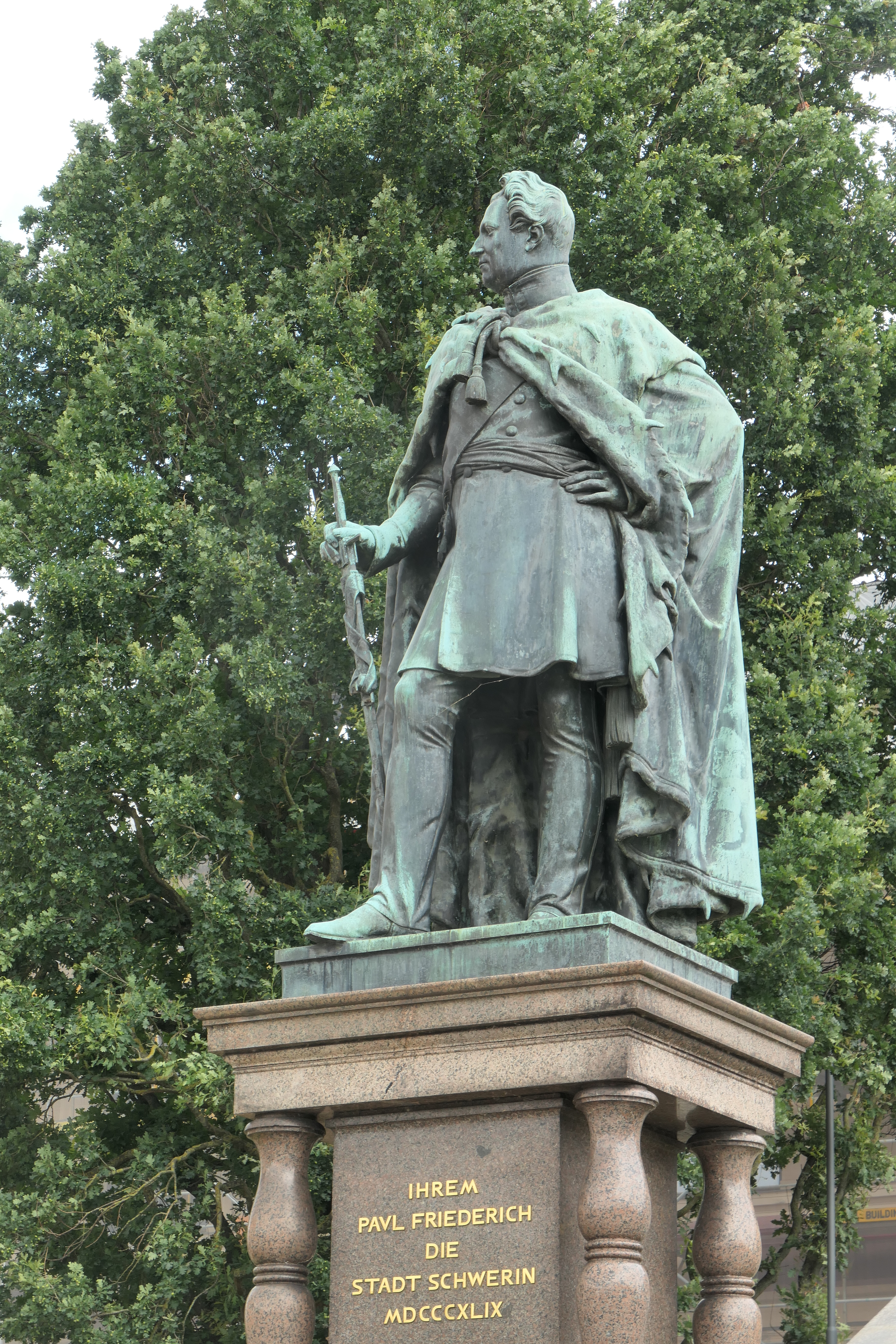
Paul-Friedrich-Denkmal auf dem Alten Garten, 2024

Das Paul-Friedrich-Denkmal ist eine klassizistische Bronzestatue auf dem Alten Garten in Schwerin, die überlebensgroß den mecklenburgischen Großherzog Paul Friedrich darstellt. Sie wurde in den Jahren 1843 bis 1847 von Christian Daniel Rauch geschaffen und 1849 aufgestellt. 

## Geschichte

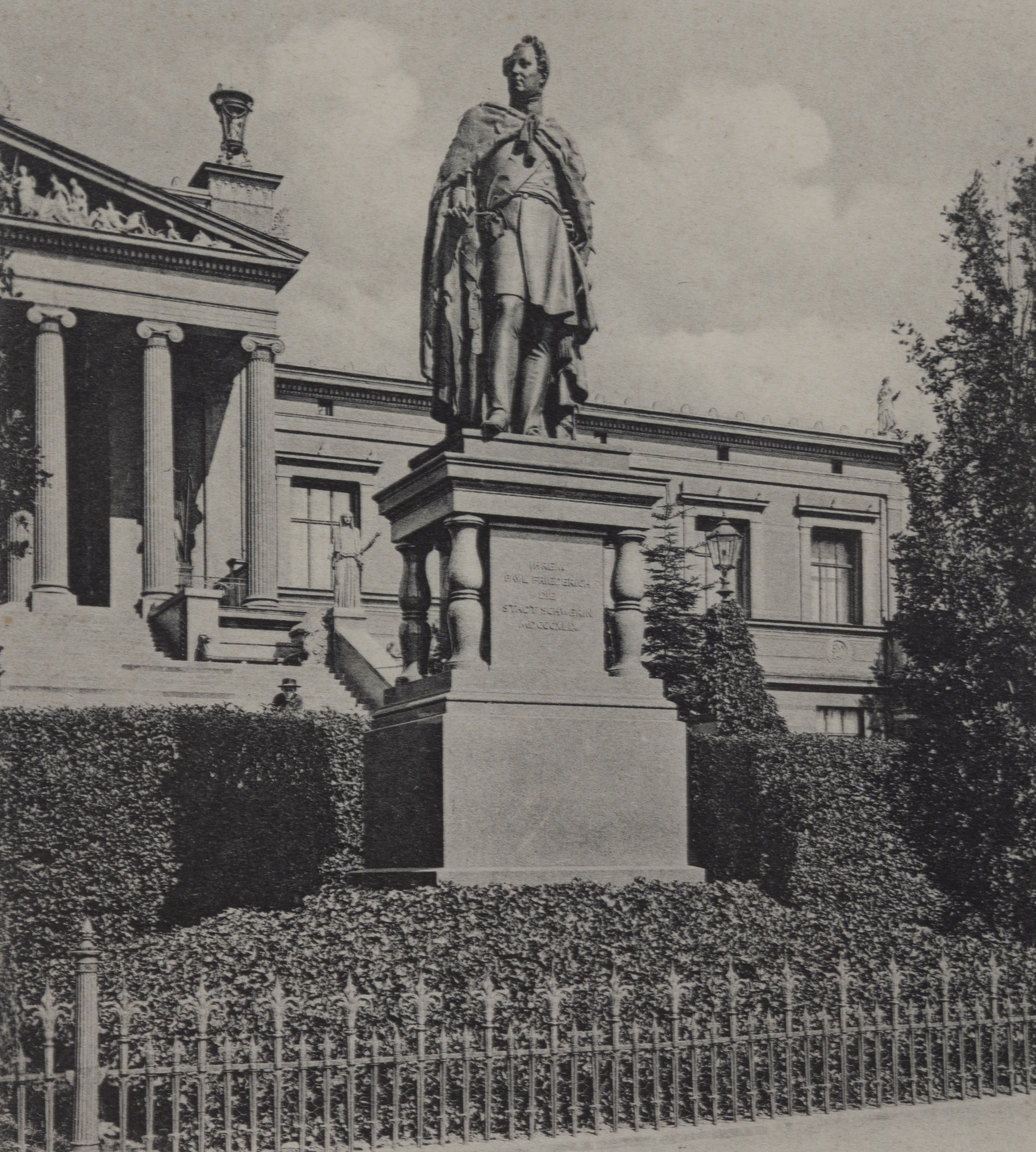
Paul-Friedrich-Denkmal am ursprünglichen Standort (vor 1935)

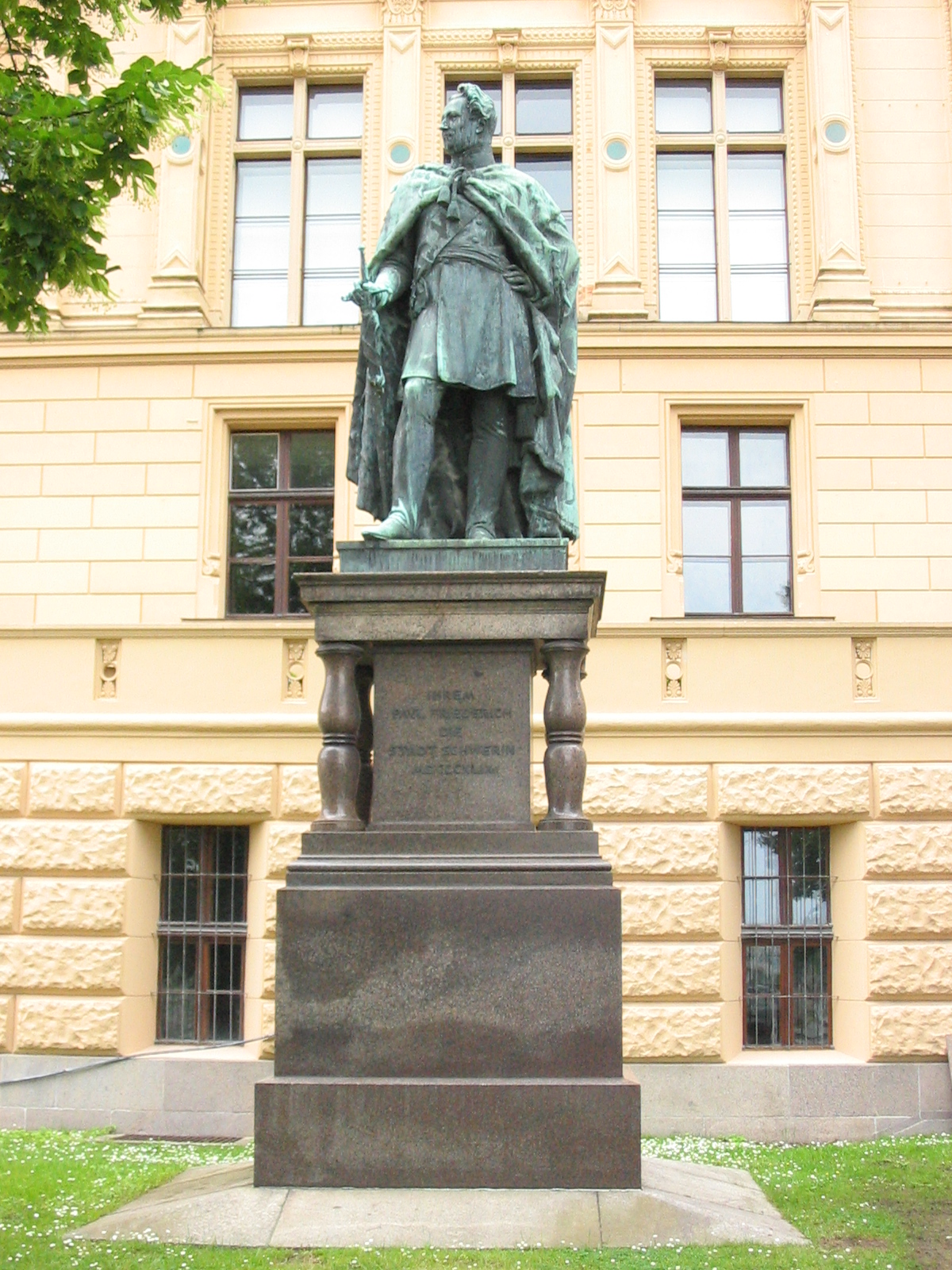
Paul-Friedrich-Denkmal, Standort am Schloss (1935 bis 2011)

Der allgemein beliebte Großherzog war am 7. März 1842 nach nur fünfjähriger Regierungszeit im Alter von 41 Jahren gestorben. Schon wenige Tage später, am 16. März, gründeten Schweriner Bürger ein Denkmalkomitee, das bis Ende Mai bereits Spenden in Höhe von fast 20.000 Talern gesammelt hatte. Es wandte sich am 7. Juni mit der Bitte um einen Denkmalentwurf an den Berliner Bildhauer Christian Daniel Rauch, der den Großherzog gekannt und bereits 1821 eine Büste seiner damaligen Braut Alexandrine von Preußen geschaffen hatte. Für das Denkmal war zunächst an eine Marmorstatue in einem tempelartigen Bau gedacht; auf Wunsch der Witwe und des nunmehr regierenden Sohnes, Großherzog Friedrich Franz II., entschied man sich dann aber für eine Bronzestatue.
Rauch, einer der bedeutendsten und meistbeschäftigten Bildhauer seiner Zeit, war mit Aufträgen überhäuft; er wollte den Auftrag zunächst ablehnen und nahm ihn schließlich nur unter der Bedingung an, dass ihm für die Ausführung kein Zeitlimit gesetzt werde. Am 17. November 1842 reiste Rauch zu Besprechungen mit dem Komitee und zur Auswahl eines Standorts nach Schwerin. Um die gewünschte Porträtähnlichkeit zu gewährleisten, übersandte man ihm im Februar 1843 mehrere Bildnisse des Verstorbenen. Die für Ende Mai zugesagte Entwurfsskizze schickte Rauch, der zu dieser Zeit an den Sockelfiguren für das Reiterstandbild Friedrichs des Großen zu arbeiten begann, erst Ende September 1843. Dieser Entwurf wurde vom Denkmalkomitee in einer Reihe von Punkten kritisiert. Unter anderem wurde bemängelt, die Darstellung sei nicht ähnlich genug, der hochgewachsene und schlanke Großherzog wirke zu untersetzt und das Schwert zu kriegerisch. Der Schriftwechsel über diese Fragen zog sich bis ins Frühjahr 1844 hin. Im November 1844 legte Rauch zwei neue Skizzen vor, in denen er zum Teil auf die Einwände einging und auf deren Grundlage noch 1844 der endgültige Auftrag erteilt wurde.
Rauch arbeitete mit Unterbrechungen bis zum Herbst 1846 an dem Denkmal. Auf ein erstes, 58 cm hohes Modell folgte im Sommer 1845 ein Modell im Maßstab 1 : 3; das Tonmodell in Originalgröße war im März 1846 fertig. Nach der Abnahme durch Mitglieder des Denkmalkomitees wurde es in Gips abgeformt und das Gipsmodell am 9. November 1846 zum Guss an die Bronzegießerei Lauchhammer geschickt. Für den Guss und die Nachbearbeitung (Ziselierung) der Statue sowie den Transport nach Schwerin war ein Preis von 7000 Talern vereinbart worden. Nach dem Guss im darauffolgenden Jahr besichtigte Rauch das Ergebnis in Lauchhammer am 7. September 1847 und nochmals Ende November nach erfolgter Ziselierung. In einem Brief an Rauch hatte sich sein Freund Ernst Rietschel bereits am 9. November 1847 lobend über das Werk geäußert, das er in Lauchhammer gesehen hatte. Auch Rauch selbst, der die Statue während der Arbeit daran sehr selbstkritisch beurteilt hatte, zeigte sich nunmehr zufrieden.
Die Aufstellung des Denkmals verzögerte sich, da zunächst die Herstellung des Sockels abgewartet werden musste. Der Sockel mit Inschrift wurde in der herzoglichen Schleifmühle hergestellt und ist dem Sockel von Rauchs 1829 aufgestelltem August-Hermann-Francke-Denkmal in Halle an der Saale nachgebildet. Der ursprüngliche Sockelentwurf stammte von Karl Friedrich Schinkel, der sich dabei von einem Fresko des Malers Andrea del Castagno im Dom zu Florenz hatte inspirieren lassen, das ein Reiterstandbild Niccolò da Tolentinos zeigt. Um den Wortlaut der Inschrift gab es eine längere Auseinandersetzung: Die von den Schwerinern vorgeschlagene heutige Inschrift war Rauch nicht erhaben genug. Er holte in Berlin Gegenvorschläge von August Boeckh und König Friedrich Wilhelm IV. ein; der Denkmalausschuss beharrte jedoch darauf, dass gerade die „vertrauliche“ Formulierung „Ihrem Paul Friederich“ das enge Verhältnis der Stadt zu ihrem Fürsten zum Ausdruck bringe. Da sie auch die Zustimmung von Friedrich Franz II. fand, blieb es bei dem ursprünglichen Vorschlag. Die Buchstaben der Inschrift wurden von Karl Ludwig Friebel in Berlin gegossen.
Anfangs sollte das Denkmal an der Stelle des zum Abriss vorgesehenen Alten Palais aufgestellt werden; da die Großherzogin-Witwe jedoch weiter im Alten Palais wohnen wollte, entschieden Bürgerausschuss und Großherzog sich im September 1848 für einen Standort auf dem Alten Garten als repräsentativem Platz, vor dem geplanten Neuen Palais, das aber erst mehr als dreißig Jahre später als Museum fertiggestellt wurde.
Am 23. Februar 1849, dem Geburtstag der Großherzogin-Witwe, wurde das Denkmal feierlich enthüllt. Anlässlich der Enthüllung wurde in der großherzoglichen Münze eine Denkmünze geprägt, die auf dem Avers ein Brustbild Paul Friedrichs und auf dem Revers das Denkmal mit der Denkmalinschrift als Umschrift zeigte. Das Denkmal erhielt ein gusseisernes Gitter als Einfassung, an dessen vier Ecken 1861 Gaskandelaber aufgestellt wurden, und war von einem Rondell umgeben. 
In der Zeit des Nationalsozialismus diente der Alte Garten als zentraler Platz für Aufmärsche, Massenversammlungen und Paraden. Da das Paul-Friedrich-Denkmal dabei optisch und politisch störte, wurde es 1935 auf die Schlossinsel vor den Burgseeflügel des Schlosses versetzt, wobei der untere Teil der Grundplatte im Rasen versenkt wurde. Im Zuge der Neugestaltung des Alten Gartens kehrte es 2011 nach umfassenden Restaurierungsarbeiten an seinen ersten Standort vor der Freitreppe des Museums zurück.

## Beschreibung

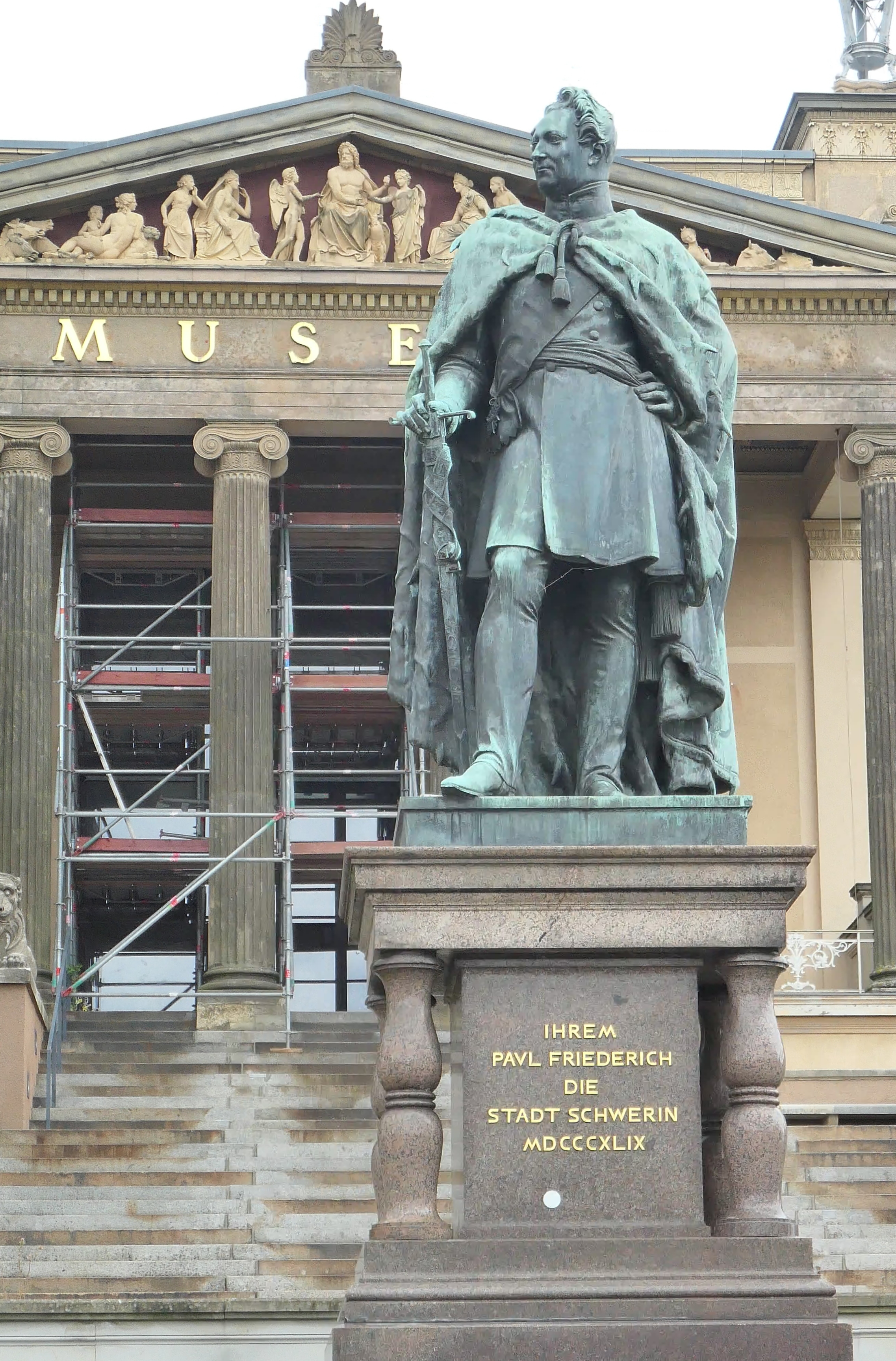
Paul-Friedrich-Denkmal auf dem Alten Garten, 2024

Die eigentliche Figur ist 3,15 Meter groß (mit Plinthe 3,47 m) und stellt Paul Friedrich frontal in ganzer Figur dar. Statt einer Gala-Uniform trägt er einen einfachen Interims-Uniformrock mit Feldbinde um den Leib und dem Ordensband des Schwarzen Adlerordens schräg über der Brust. Um die Schultern liegt ein weiter, faltenreicher Fürstenmantel mit Hermelinfutter, der unterhalb des hohen Uniformkragens durch zwei Schnüre geschlossen ist, die in Quasten enden. Das rechte Bein ist als Spielbein vorgestellt, die Fußspitze ragt etwas über den Rand der Plinthe hinaus. Der unbedeckte Kopf, frisiert nach der damaligen Mode à la duc d’Orléans mit nach vorn gekämmtem und gekräuseltem Haar, ist nach rechts gewendet. Die rechte Hand stützt sich auf ein Schwert, um dessen Scheide der Schwertgurt gewickelt ist, während die linke Hand in die Hüfte gestemmt ist.

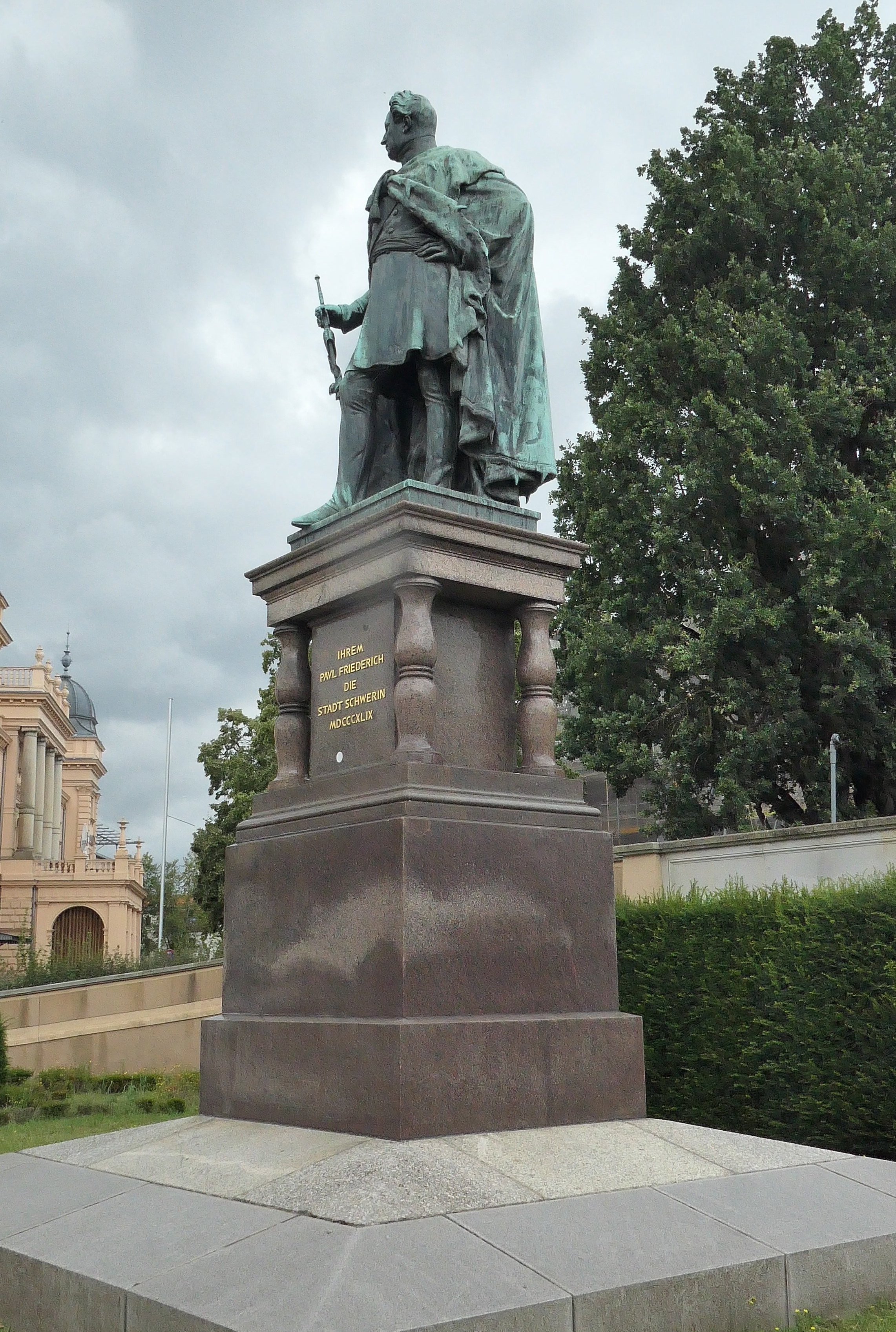
Paul-Friedrich-Denkmal auf dem Alten Garten, 2024

Der Denkmalsockel aus mecklenburgischem Granit hat eine Gesamthöhe von 4,44 m. Die 5,60 m breite und 0,67 m hohe rechteckige Grundplatte ist in halber Höhe ringsum abgeschrägt, so dass sie in Form eines flachen Pyramidenstumpfs zum eigentlichen Sockel ansteigt. Auf zwei glatten, polierten Quadern, der untere 2,15 m breit und 0,50 m hoch, der obere 2 m breit und 1 m hoch, steht der 2,15 m hohe Hauptteil des Sockels, ein schmalerer Quader mit überstehender profilierter Fuß- und Deckplatte, die an den vier Ecken von runden Säulchen gestützt wird. Dieser Quader trägt in serifenlosen Versalien aus vergoldeter Bronze die Inschrift: „IHREM / PAVL FRIEDERICH / DIE / STADT SCHWERIN / MDCCCXLIX“. Die Ecksäulen sind in halber Höhe von zwei Ringen eingeschnürt, schwellen darüber und darunter jeweils in Form von Balustern an und verjüngen sich dann wieder.

## Rezeption
Während die Statue selbst Anerkennung fand, stieß die Gestaltung des Sockels, insbesondere die Form der Ecksäulen, auf Kritik. Im Kunstblatt des Morgenblatts für gebildete Stände rühmte ein anonymer Autor die Porträtähnlichkeit und die als „edel und königlich“ beschriebene Haltung der Figur, bemängelte jedoch, dass die Ecksäulchen „zu sehr aus Holz gedrehten Treppenpfosten gleichen“. Auch Karl und Friedrich Eggers nennen sie „stillos“, da sie „an Holzdrechslerei erinnern“.